# Château de la Motte Beraud
Le château de la Motte Beraud est situé sur la commune de Sagonne, dans le département du Cher,   en France.

## Description
Le château de la Motte Beraud est une construction en pierre, couverte par une haute toiture en tuiles. Il adopte un plan rectangulaire à trois niveaux desservis par une tour d'escalier carrée. La tour en fer-à-cheval, en partie rasée aujourd'hui, constitue l'élément défensif de la maison[réf. souhaitée]. 

## Historique
Le château de la Motte Beraud est mentionné dès 1455. C'est une ancienne motte féodale datant du XIVe siècle qui a servi de tour vigie pour le château de Sagonne, élevé en contrebas. Modifié à la fin de la guerre de Cent Ans, il a subi peu de transformations ultérieures. Il a été vendu comme bien national sous la Révolution.
Il est inscrit au titre des monuments historiques par arrêté du 12 avril 2012 (éléments protégés : le château en totalité au lieu-dit les Petites Varennes, ses fossés en eau, le sol au lieu-dit la Motte, correspondant à l'entrée de la maison seigneuriale, à une partie de la basse-cour, à sa cour, à sa plate-forme, à la partie comblée des fossés et à l'emplacement de la chapelle, les vestiges du four).